# Савченко Владислав Ігорович
Владисла́в І́горович Са́вченко (*17 листопада 1991, Запоріжжя, Україна) —  український бізнесмен родом із Запоріжжя, засновник міжнародної групи компаній "Powercode", телевізійний експерт в питаннях IT та кризового менеджменту. Президент «Європейської Асоціації Програмної Інженерії» (EASE). Переможець премії «Людина року» в номінації «Менеджер року» (2019),  продюсер фільму «Перший код».  

## Біографія
Владислав Савченко народився 17 листопада 1991 року в Запоріжжі.
Закінчив Запорізький національний університет. Магістр права, аспірант юридичного факультету.

### Кар'єра
У 2014 році Владислав Савченко заснував спортивний клуб «Pitbull boxing & gym» в Запоріжжі.
У 2015 році заснував і є CEO компанії «PowerCode LLC», яка розробляє диджитал- і IT-рішення для бізнесу. Зараз у компанії 4 офіси в Україні, а також представництва в Гонконзі, Сінгапурі, Польщі, Німеччини та Англії. При компанії також працює навчальний центр "Powercode Academy".
У 2019 році номінований на всеукраїнську премію "Людина року", де він переміг у номінації "Менеджер року" за сумарним голосування Вищої Академічної Ради програми.
У 2020 році він заснував «Європейську Асоціацію Програмної Інженерії», об'єднання ІТ компаній України та Європи, які працюють в напрямку розробки програмного забезпечення.EASE стало єдиною спільнотою від України, яка презентувала свій стенд із розробками резидентів на виставці Dubai expo 2020.
З 2020 року Владислав Савченко та його IT-компанія «PowerCode LLC» стали генеральним IT-партнером бізнес форуму України «Level Up Ukraine».
Владислав Савченко та компанія «PowerCode LLC» активно підтримує ініціативи Міністерства цифрової трансформації України з навчання населення цифровій грамотності та комп'ютерним навичкам. У 2020 році компанія відкрила офлайн-хаб з безкоштовного навчання населення.
У березні 2020 року розпочалося партнерство з Глобальним договором ООН в Україні та активна підтримка цілей сталого розвитку.
В період карантину під час епідемії Коронавірусу в Україні, Владислав Савченко ініціював кампанію «Стоп паніка, Стоп Коронавірус!», метою якої є розробка програмного забезпечення для медиків. 24 квітня 2020 року компанія Владислава Савченка PowerCode безкоштовно передала МОЗ України професійний диджитал-ресурс про Covid-19 для медиків країни.

### Foodex24
Під час карантину Владислав Савченко за 13 днів організував стартап з доставки продуктів Foodex24, який став першим в Україні онлайн-супермаркетом продуктів зі своїми складами (2 холодних і 1 сухий) та власною продукцією. Для використання позначення Foodex24 Савченок був змушений укласти мирову угоду з власником торговельної марки FoodEx Сергієм Котенком. Сергій Партнером стартапу виступив сервіс Bolt. Оцінка вартості запуску стартапу становила близько ₴6 млн. Було працевлаштовано 60 людей. 2020 року Національний реєстр рекордів України вніс стартап Foodex24 у свій список рекордів за найшвидше відкриття інтернет-супермаркету.
У вересні 2021 року компанія Савченка поглинула сервіс доставки продуктів Fresh Food за $300 000. У 2021 році компанія розширила свою діяльність до Польщі, а річний оборот досяг $8 млн.  Після повномасштабного вторгнення РФ в Україну Савченко продав частину Foodex24 що діяла у Польщі засновникам мережі Best Market, в Україні проєкт було призупинено.  
У 2023 році  Владислав Савченко разом з Олександром Задереєм заснували франшизу CryptoBubble — мережу з продажу Bubble Tea в Україні та Європі, де відвідувачі можуть розрахуватися криптовалютою.  
У 2023 році вийшов художньо-документальний фільм «Перший код» про зародження українського ІТ та його роботу під час повномасштабного вторгнення, продюсером та інвестором якого є Владислав Савченко. Героями фільму виступили політики та діячі ІТ-сфери — міністр цифрової трансформації Михайло Федоров, віцепрезидент EPAM Юрій Антонюк, президент SoftServe Тарас Кицмей, засновники українських компаній та стартапів Вадим Роговський (3DLOOK), Артем Бородатюк (Netpeak Group), Віталій Дятленко (Uklon), Валерій Красовський (Sigma Software) та інші.
Савченко виступає експертом та автором в медіа з питань цифровізації, розвитку ІТ в Україні та підтримує розвиток підприємництва в країні.

## Нагороди
- 2019 — Премія «Людина року» — Номінація «Менеджер року»[54][55][56].

## Особисте життя
Одружений, виховує доньку та сина.